# Eusimonia
Eusimonia es un género de arácnido  del orden Solifugae de la familia Karschiidae.

## Especies
Las especies de este género son:
- Eusimonia arabica Roewer, 1933
- Eusimonia cornigera Panouse, 1955
- Eusimonia divina (Birula, 1935)
- Eusimonia fagei Panouse, 1956
- Eusimonia furcillata (Simon, 1872)
- Eusimonia kabiliana (Simon, 1879)
- Eusimonia mirabilis Roewer, 1933
- Eusimonia nigrescens Kraepelin, 1899
- Eusimonia orthoplax Kraepelin, 1899
- Eusimonia roeweri Panouse, 1957
- Eusimonia seistanica Roewer, 1933
- Eusimonia serrifera Birula, 1905
- Eusimonia turkestana Kraepelin, 1899
- Eusimonia walsinghami (Hirst, 1910)
- Eusimonia wunderlichi Pieper 1977